# Palazzo San Giorgio (Campobasso)
Palazzo San Giorgio è la sede del municipio di Campobasso e ingloba la chiesa di Santa Maria della Libera.

## Storia
Il palazzo, dedicato a san Giorgio (patrono della città di campobasso), si erge nel luogo dove nel 1290 papa Celestino V fondò il monastero di Santa Maria della Libera dei padri celestini, gravemente danneggiato da un devastante terremoto che distrusse gran parte della città il 26 luglio 1805. Nonostante gli sforzi dei padri, impegnati seriamente nel recupero della struttura, questa crollò del tutto nel 1811 anche a causa della soppressione degli istituti religiosi che fornivano finanziamenti ai padri. Il terreno precedentemente occupato dal convento e quello retrostante furono quindi acquistati dal comune che dopo averli ceduti alla Società economica del Molise, ne fece un giardino pubblico. Nel 1824 fu ricostruita la chiesa, dedicata nuovamente a santa Maria della Libera, che fu riaperta al culto solo nel 1878. Il ritardo della sua apertura è dovuto alla successiva costruzione di quella che oggi costituisce la sede del municipio e che la ingloba completamente rendendola praticamente invisibile dall'esterno. Quello che restava del giardino pubblico costituisce oggi il parco di villa dei Cannoni.

## Descrizione
Il palazzo presenta un ampio porticato con archi a tutto sesto e grandi pilastri quadrati. L'elegante facciata è suddivisa in tre piani ed è sormontata da un quadrante d'orologio alla cui base è riportata la scritta "MUNICIPIO". Al centro del primo piano è posto un balconcino a colonnine di marmo sorretto da due colonne dal fusto liscio e dal capitello ionico. Le finestre del primo piano si possono dividere in due gruppi: su quindici totali, cinque di esse presentano un arco a tutto sesto alla sommità, e le restanti dieci sono sormontate da un tamburo a forma triangolare; mentre al secondo piano tutte le quindici finestre non presentano tamburo ma un semplice ordine orizzontale. Particolari le paraste che al secondo piano separano le finestre e si raddoppiano in alcuni punti sezionando la facciata in cinque parti verticali, quasi volessero evidenziare anche la divisione interna della struttura. Lo schema si ripete anche al primo piano attraverso però motivi che richiamano la pietra squadrata.
La facciata posteriore, che dà sul parco di villa dei Cannoni, è stata modificata allo scopo espandere gli ambienti interni. È costituita da due separati corpi di tre piani l'uno, completamente di vetro che vanno restringendosi dal secondo piano al piano terra e sono fisicamente uniti alla parte originale. Sebbene possa sembrare invasivo unire elementi di architettura moderna con quelli antichi, l'equilibrio che è stato raggiunto tra le due parti rende il contrasto minimo.
Il colore originale della struttura era più scuro di quello odierno, e tendeva a tonalità di grigio/marrone. Il cambiamento dovuto a lavori di restauro precedenti è in linea con l'immagine generale della città che sta vedendo anche attualmente lo "schiarimento" di importanti palazzi come il convitto nazionale Mario Pagano, edifici del centro storico o anche semplici palazzi residenziali.

## Curiosità
- All'esterno del palazzo è posta un'imponente statua che raffigura san Giorgio a cavallo, il patrono di Campobasso, nell'atto di uccidere un drago; essa in passata si trovava all'interno del municipio.
- Nella piccola chiesa inglobata nel palazzo San Giorgio, è conservata una duecentesca statua in stile bizantino che rappresenta "La Libera", scampata miracolosamente al terremoto del 1805 e per tutto il periodo della ricostruzione custodita nel convento dei Cappuccini.
- In seguito ai lavori di restauro che hanno interessato il palazzo San Giorgio, l'orologio che lo sovrasta è stato arricchito di una particolare serie di campanelle che suonano in successione ogni 15, 30 e 60 minuti. Il suono è una breve melodia la cui completezza si può ascoltare solamente ogni ora poiché negli altri intervalli questa viene eseguita in maniera accennata.